# Gonocephalus interruptus
Espèce
Synonymes
- Gonyocephalus interruptus Boulenger, 1885

Statut de conservation UICN

 DD  : Données insuffisantes
Gonocephalus interruptus est une espèce de sauriens de la famille des Agamidae.

## Répartition
Cette espèce est endémique des Philippines. Elle se rencontre à Mindoro et à Mindanao.

## Publication originale
- Boulenger, 1885 : Catalogue of the lizards in the British Museum (Natural History) I. Geckonidae, Eublepharidae, Uroplatidae, Pygopodidae, Agamidae, Second edition, London, vol. 1, p. 1-436 (texte intégral).